# Operațiunea Panzerfaust
Operațiunea Panzerfaust (în germană Unternehmen Panzerfaust) a fost o operațiune militară întreprinsă în octombrie 1944 de către Wehrmachtul german pentru a se asigura că Regatul Ungariei va rămâne un aliat al Germaniei în al Doilea Război Mondial. Când dictatorul german Adolf Hitler a primit vestea că regentul, amiralul Miklós Horthy, negocia în secret capitularea țării sale în fața Armatei Roșii care înainta, a trimis în Ungaria pe liderul de comando Otto Skorzeny din Waffen-SS și pe fostul comandant al forțelor speciale Adrian von Fölkersam⁠(d). Hitler se temea că după capitularea Ungariei flancul sudic german ar rămâne expus, după ce România tocmai se alăturase sovieticilor și tăia calea unui milion de soldați germani care încă luptau împotriva înaintării sovietic în Balcani. Operațiunea a fost precedată de Operațiunea Margareta din martie 1944, care a constat în ocuparea Ungariei de către forțele germane, despre care Hitler spera că va proteja apartenența Ungariei la Puterile Axei.:208. Acest lucru a permis, de asemenea, deportarea majorității evreilor maghiari, care nu a putut fi executată de naziști datorită cooperării dificile cu autoritățile maghiare. Această politică a fost, totuși, încheiată odată cu apropierea forțelelor sovietice și după ce aviația americană, cu baza în Italia, a început să bombardeze Ungaria, inclusiv Budapesta.

## Contextul istoric
După ce Hitler a anticipat mișcarea lui Horthy, Skorzeny a fost instruit să îl înlăture pe Horthy de la putere. Fiul lui Horthy, Miklós Horthy Junior, s-a întâlnit cu reprezentanții sovietici. Miklós Jr. a fost informat de către Serviciul de Securitate german, prin intermediari, că trimișii lui Tito din Iugoslavia doreau să se întâlnească cu el. Miklós Jr. nu reușise să respecte o întâlnire prealabilă când a observat persoane suspecte în apropierea locului propus pentru întâlnire. O a doua întâlnire a fost stabilită pentru începutul zilei de 15 octombrie la birourile lui Felix Bornemisza, directorul porturilor ungare de pe Dunăre. El a sperat că reprezentanții iugoslavi ar putea avea vești importante, dar la intrarea în clădire, Skorzeny și trupele sale l-au atacat și l-au bătut. Apoi l-au răpit pe Miklós, l-au legat cu un covor, l-au dus imediat la aeroport și l-au dus cu avionul la Viena. De acolo, a fost transportat în lagărul de concentrare Mauthausen.

## Declarația de armistițiu a lui Horthy
Acționând prin intermediul generalului său de încredere Béla Miklós, care era în contact cu forțele sovietice din estul Ungariei, Horthy a încercat să negocieze sfârșitul războiului, încercând să se capituleze în fața sovieticilor, păstrând în același timp autonomia guvernului. Deși Horthy era un anticomunist intransigent, relațiile sale cu naziștii l-au determinat să ajungă la concluzia că sovieticii erau răul cel mai mic. Sovieticii au promis că Ungaria va rămâne autonomă și suverană.
Horthy își avea sediul în Castelul Buda din centrul Budapestei, o fortăreață veche și acum bine păzită. De aici el a acuzat guvernul german că a „forțat” Ungaria să intre în război și, în timpul unei ședințe a Consiliului de Coroană, a declarat că:
„Astăzi este evident pentru orice persoană lucidă că Reichul german a pierdut războiul. Toate guvernele responsabile pentru destinul țărilor lor trebuie să tragă concluziile adecvate din acest fapt, deoarece, așa cum a spus odată un mare om de stat german, Bismarck, „nicio națiune nu ar trebui să se sacrifice pe altarul unei alianțe”. ... Am decis să protejez onoarea Ungariei chiar și împotriva fostului ei aliat, deși acest aliat, în loc să furnizeze ajutorul militar promis, a vrut în cele din urmă să jefuiască națiunea maghiară de cea mai mare comoară a sa, libertatea și independența sa. Am informat un reprezentant al Reichului german că suntem pe cale să încheiem un armistițiu militar cu foștii noștri dușmani și să încetăm toate ostilitățile împotriva lor”
La 15 octombrie 1944, la ora 14:00&, Horthy a anunțat într-o emisiune radiofonică națională că Ungaria a semnat un armistițiu cu sovieticii. Cu toate acestea, germanii erau la curent cu manevrele de culise ale lui Horthy și deja puseseră în mișcare planuri de înlocuire a guvernului său cu forțe loiale cauzei germane, ocupând efectiv Ungaria. Cu ajutorul naziștilor, Partidul Crucilor cu Săgeți a ocupat postul de radio la scurt timp după ce Horthy a terminat declarația. Un membru al partidului a scris o contraproclamație și a folosit numele șefului Statului Major General al Armatei Ungariei, generalul Vörös⁠(d). Comandantul și adjunctul său din cele două unități ale armatei maghiare rămase la Budapesta au fost arestați sau au dispărut, iar soldații lor au acceptat să se subordoneze Partidului Crucilor cu Săgeți.

Skorzeny a condus apoi cu îndrăzneală un convoi de trupe germane și patru tancuri Tiger II la Porțile Vienei ale Castelului Buda. Horthy a recunoscut că nu avea mijloacele necesare cu blindatele și forțele superioare germane. El a dat ordin ca „să nu se opună nicio rezistență”:290. O unitate maghiară nu a primit la timp aceste ordine și a opus rezistență germanilor pentru aproximativ 30 de minute:291

## Arestarea lui Horthy

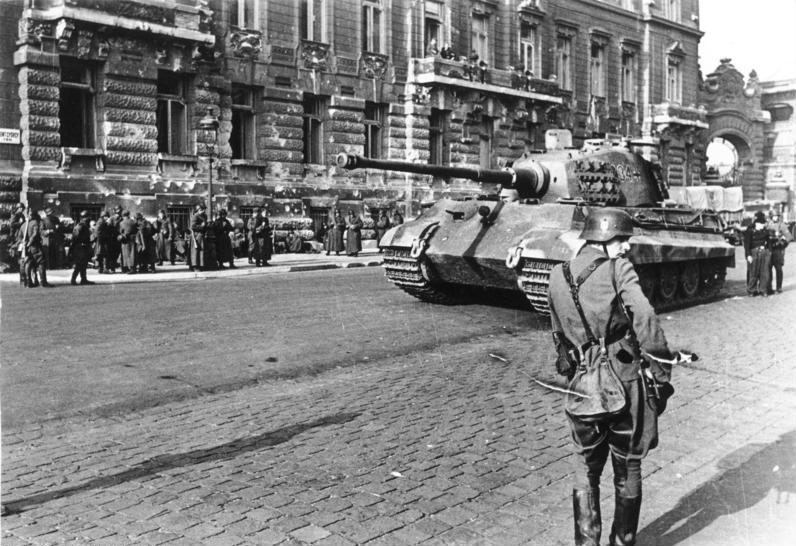
Un tanc Tiger II în Budapesta, lângă Castelul Buda

Horthy a fost arestat de Edmund Veesenmayer și de personalul său mai târziu, la 15 octombrie. Ținut peste noapte în birourile Waffen SS, s-a întors la Palat pentru a-și lua lucrurile personale. Acolo i s-a cerut să semneze o declarație dactilografiată care i-a fost înmânată de premierul Géza Lakatos. Declarația anunța că Horthy renunța la armistițiu și abdica în favoarea liderului Crucilor cu Săgeții, Ferenc Szálasi. Surprins de faptul că prietenul său loial îl încuraja să semneze documentul, Horthy a fost informat de Lakatos că viața fiului său era în joc. Când Horthy l-a întrebat pe Veesenmayer dacă acest lucru era adevărat, Veesenmayer a confirmat amenințarea. Regentul a înțeles că acesta era o încercarea de legitimare a loviturii de stat a Crucilor cu Săgeți, sprijiniți de naziști, prin folosirea prestigiului său, dar a semnat până la urmă. Horthy și-a explicat mai târziu capitularea: „Nu am demisionat și nici nu l-am numit pe Szálasi premier, ci doar am schimbat semnătura mea cu viața fiului meu. O semnătură smulsă de la un om sub amenințarea mitralierei poate avea puțină legalitate”.
În ciuda promisiunii solemne a lui Veesenmayer că va obține eliberarea fiului lui Horthy din lagărul de concentrare german, Miklós Jr. a rămas prizonier până la sfârșitul războiului, la 8 mai 1945. Horthy însuși a fost transportat la Schloss Hirschberg, lângă Weilheim, Germania, și a fost păzit în permanență de 100 de oameni din Waffen SS. La 1 mai 1945, generalul-locotenent Alexander Patch⁠(d), comandantul Armatei a 7-a a SUA, l-a vizitat pe Horthy în castelul-închisoare, unde era reținut. Pentru că Ungaria luptase până la capăt apărând Germania, Horthy a fost considerat prizonier de război. Șapte luni mai târziu, la 17 decembrie 1945, a fost eliberat din penitenciarul din Nürnberg și s-a reunit cu familia sa într-o casă privată din Weilheim.